# Comparación de software de modelaje basado en agentes
En estos últimos años, la comunidad de modelaje basado en agentes (ABM por sus siglas en inglés) ha desarrollado algunos conjuntos de herramientas prácticos de modelaje basado en agentes que permite a las personas desarrollar aplicaciones basadas en agentes. Cada vez más y más de dichos conjuntos de herramientas están constatando su evidente existencia, y cada uno de los conjuntos de herramientas posee una variedad de características. Algunas personas han intentado comparar los conjuntos de herramientas entre sí (véase referencias). A continuación se muestra un gráfico cuyo objetivo capturar muchas de las características que son importantes para los usuarios de los conjuntos de herramientas ABM.

## Comparación de Software ABM
| Plataforma | Dominio Primario | Licencia | Programming Language | Operating System | User Support | FIPA Compliant                                                                                                   | GIS Capabilities | 3D Capabilities |
| --- | --- | --- | --- | --- | --- | --- | --- | --- |
| A3 / AAA (Agent Anytime Anywhere) | Propósito general distribuido y plataforma basada en agente atómica. | LGPL | Java | Windows; Mac OS X and UNIX; should run on any Java Virtual Machine. | Paper; tests; examples; tutorial; documentation | | | |
| ABLE (Agent Building and Learning Environment) | Construcción inteligente usando aprendizaje y razonamiento de la máquina | Fuente Libre (gratuito para usos académicos y no comerciales) | Able Rule Language (ARL) | OS/2; Windows 95; Windows 98; Windows NT; and UNIX (any Java 2 JVM) | FAQ; tutorial; examples; discussion forum; emailing developers; Selected publications; API; documentation                                                       | | | |
| Altreva Adaptive Modeler | Construcción de simuladores de modelos de mercado basados en agentes para predicción de precios de valores reales y otros títulos valores | Propietaria: Versión de evaluación gratuita disponible para investigación y experimentación (algunas limitaciones pero no caducidad)                                           | No programming skills required. An adaptive form of genetic programming is used to create trading rules. User can select functions to be used in the genetic programming engine. | Windows 2000, NT 4.0, XP, Vista, 7, 8 or any other platform that supports Microsoft .Net 2.0 or higher | FAQ, documentation, tutorial, examples, forum, email support | Up to 3 agent properties can be visualized in real-time using 2D graphics and color                              | | |
| ADK (Tryllian Agent Development Kit) | Larga escala de aplicaciones distribuidas; Móvil (agentes distribuidos) | Licencia dual ya sea aceptar el LGPL o contactar Tryllian para adquirir una licencia fuente cerrada.                                                                           | Java | Windows; Unix; Big Iron IBM mainframes4; anywhere that the Java Standard Edition version 1.4 runs; Sun Java Runtime Environment version 1.3.1 or 1.4; JDK 5.05; any platform on which Sun has made available a JVM; Windows 2000; Windows XP; Solaris; GNU/Linux; Additionally, the ADK has been tested on OS/400 and OS/370. Mac OS X is not supported, but part of the development of the ADK is done on Mac OS X                                                                              | FAQ; defect reporting; documentation; mailing list; quickstart guide; examples; email maintainer for more support; API                                          | | | |
| AgentBuilder | Propósito general sistema multi-agente | Propietaria; Licencias académicas en descuento disponible | Knowledge Query and Manipulation Language (KQML); Java; C; C++ | Windows NT; Windows 2000; Windows XP; Linux; Sun Solaris; any platform with a Java Virtual Machine | Consulting; training; example; FAQ; users manuals; defect reporting; mailing list                                                                               | | | |
| AgentSheets | Enseña simulación para grados K–12 en estudios sociales, matemáticas, ciencias y ciencias sociales | Propietaria | Visual AgenTalk; can be exported to Java; | Windows; Mac OS X; should run on any Java Virtual Machine | Manuals; tutorial movies; FAQ; recommended readings on programming and simulation; personal contact with developers; elementary school training; teacher guides | | | |
| AnyLogic | Propósitos generales basados en agentes y también soporta eventos discretos y simulaciones de sistemas dinámicos | Propietaria; Aprendizaje personal gratuito. Edición disponible | Java; UML-RT (UML for real time) | AnyLogic 7 models can be exported as standalone Java applications (professional version only) or applets and run on any Java-enabled platform or in any Java-enabled browser with the following version of JRE (Java Runtime Environment): JRE 1.8.0 or later; Java plug-in (needed to run models in a Browser) is optionally installed with the JRE; Windows 8, 7, Vista, x86-32; Mac OS X 10.7.3 (Lion) or later, Universal; SuSE Open Linux 10.2 or later, x86-32; Ubuntu Linux 10.04, x86-32 | Demos; training; online community; ask a question; online help; tutorials; consulting services                                                                  | | | |
| AOR Simulation | Simulación de eventos discretos basados en agentes, extensiones especiales para modelaje de agentes cognitivos (con creencias e intercambio de información comunicacional basado en actos y disertaciones | GPL | Java | Windows; Macintosh; Unix; Linux; web | Web site; selected references; documentation; examples | planned | planned | |
| AgentService | Microsoft .Net, Mono, Fuente compartidadCLI (SSCLI, aka Rotor) | Windows; | selected references; documentation; API | | | | | |
| Ascape | Propósito general modelaje basado en agentes | BSD | Java | Windows; Macintosh; Unix; Linux; web | Online forum (emailing list); selected references; documentation; API                                                                                           | | | |
| BDI4Jade | Implementación Pura de Java BDI por sobre JADE. | LGPLv2 | Java | Windows; Linux; Macintosh? | Papers (articles), API documentation | | | |
| Behaviour Composer (Abundante construcción de aplicaciones en internet en NetLogo)                                                                          | Propósitos generales, educación, investigación | Nuevo BSD | NetLogo | Windows; Linux; Macintosh and any browser with Java applets | On-line community support, documentation, videos | | | |
| Brahms | Ambiente multi-agente para simular la actividad de las personas y localizar su comportamiento (localización, artefactos, comunicación, etc.) Usado para modelaje y simulación colaborada y coordinación (aquí práctica ocupacional) in procesos organizacionales | Disponibilidad gratuita para propósitos investigativos. Licencias comerciales estarán disponibles pronto                                                                       | Brahms language (an agent-oriented and object-oriented BDI language). Brahms is completely integrated with the Java programming language. Brahms and Java agents can interact together easily. The BVM (Brahms Virtual Machine) is a mult-agent discrete-event engine, running each agent as a separate event-based Java thread. | Windows 2000; Windows XP; Linux; Sparc/Intel Solaris; and Mac OS X | Documentation; API; tutorials; discussion forums; email contacts                                                                                                | Yes, agents use Communicative Acts objects to send FIPA messages.                                                | Yes, Brahms includes the concepts of hierarchical user defined Area objects that can have attributes representing coordinates, etc. | Yes, Brahms has been integrated with Virtual Worlds using a mapping of Areas to points with a radios in a 3D space |
| Breve | Construcción de simulaciones 3D de sistemas multi-agente y vida artificial | GPL | Simple Interpreted object oriented language called Steve; agent behaviors can be written in python | Mac OS X; Linux; and Windows | Email developer; tutorials; FAQ; forums; defects section; API; documentation                                                                                    | | | |
| Boris | Marco ligero para propósitos generales de sistemas multi-agentes | Java; Lisp; C#; NetLogo | Any Java Platform | Documentation; Tutorials; Screencasts; User Guides | | | | |
| Construct | Modelo basado en agentes múltiple limitada cognitivamente de información y difusión de creencias. | Gratuito solo para propósitos investigativos. | C++ | Windows; Linux | Papers; tests; Technical Reports; Google Group | No | Yes, if used internally to another CASOS product called ORA                                                                         | No |
| Cormas (Recursos comunes y sistemas multi-agentes) | Gestión de recursos naturales, desarrollo rural y ecología | Libre para modificaciones pero no para distribución de la versión ya modificada                                                                                                | Smalltalk (requires VisualWorks to run) | Linux; Macintosh; Unix; Windows | Training, selected references; examples; online forum; email developers; documentation                                                                          | | | |
| Cougaar | Sistemas multi-agentes, alta distribución, escalabilidad, confiabilidad, aplicaciones sustentables; Dominios independientes, larga escala distribuida, compleja, data intensivo (puede ser configurado por incrustación de aplicaciones de pequeña escala) | Licencia de fuente abierta Cougaar es una versión modificada de OSI aprobada por la licencia BSD                                                                               | Java | Windows 98; Windows NT; Windows XP; Linux; Mac OS X; and Java-1.4-capable PDAs | FAQ; tutorials; slide shows; documentation; selected references; email support; public forums; mailing lists                                                    | Integrated with OpenMap                                                                                          | | |
| CybelePro | CybelePro proporciona atributos avanzados para un rápido desarrollo de sistemas basados en agentes de larga escala y alto desempeño | Propietaria; Licencias académicas con descuento disponibles. | J disponiblesava | Windows XP; Windows 7; Linux; Mac OS X; and Java-1.4-capable PDAs | FAQ; tutorials; slide shows; documentation; references; email support; public forums; mailing lists; Classroom training                                         | | | |
| DALI | Sistema Agente multi-sistema basado en eventos enmarcado con proactividad como extensión prólogo | Fuente abierta, libre para aplicaciones educacionales e investigativas, Licencia Publica Apache 2.0                                                                            | Sicstus Prolog core with Linda tuple space, Python glue code dor MAS management, HTML5/CSS/AJAX web interface | Windows XP; Windows 7; Windows 8; Linux; Mac OS X | FAQ; tutorials; slide shows; documentation; references; public forums;                                                                                          | | | |
| DeX | Desarrollando, analizando y visualizando aplicaciones paralelas de cuerpo de simulaciones dinámicos basados en agentes | Libre (Fuente abierta) leer licencia | C++; dML (deX Modeling Language): a domain-specific language based on C++; python | X86 or x86_64 Linux | Users guide; demo; API; peer to peer account; author support | | | |
| DigiHive | vida artificial, autoorganización, autorreplicación, fenómeno emergente | Prolog | Windows; Unix; Linux; | Email; documentation; examples | | | | |
| D-OMAR (Arquitectura modelo operador distribuido) | Propósito general para ambiente de simulación | Libre (Fuente abierta) leer licencia | Java (OMAR-J); lisp (OMAR-L) | Windows; Unix; Linux | API; technical support from authors | | | |
| ECHO | Modelaje ecológico | Libre, fuente abierta | C | Unix workstations; Developed on Sun Sparc architecture using Sunos 4.1.3; | A few selected publications; one outdated publication on how to compile and use Echo                                                                            | | | |
| ECJ | Computación evolucionaria, programación genética | Licencia académica gratuita | Java | Any Java Platform | Tutorials; examples; API; documentation; online mailing list | | | |
| FAMOJA (Marco de trabajo de modelaje basado en agentes para JAva)                                                                                           | Gestión del flujo de recursos, ciencia de los sistemas teóricos, sistemas aplicados, análisis ambiental de sistemas | LGPL | Java | JDK installation | Tutorial; API; wiki; documentation; | | | |
| Framsticks | Simulación 2D/3D de sistemas multi-agentes en evolución y vida artificial | Depende en módulo GPL/LGPL/Propietaria | FramScript (similar to JavaScript) | Windows; Linux; *nix; Mac OS X | Email developer; tutorials; manual; FAQ; forums; API; documentation; selected publications; examples                                                            | | | |
| FLAME | Simulaciones de sistemas largos y complejos con población larga de agentes en sistemas HPC usando MPI y OpenMP. Desarrollado a través de colaboración entre STFC Rutherford Appleton Lab y la Universidad de Sheffield, UK | licencia académica/libre descarga | C and XML based and will run on laptops and HPC systems. Optimised for MIMD architectures using MPI. | Most systems that support C - needs pthreads to run in parallel. | Email developer; FLAME Technical Report and User Guide, selected publications; examples                                                                         | | | |
| FLAME GPU | Simulaciones 3D de sistemas complejos con números multimasivos de agentes en la GPU. Desarrollado en la Universidad de Sheffield, UK. | licencia académica/ libre descarga | C based scripting and optimised CUDA code | Windows; Linux; Mac OS X | Email developer; FLAME GPU SDK Technical Report and User Guide, selected publications; examples                                                                 | | | |
| FLUXY | Python simple, sistemas multiagente simple Enmarcado en el uso del modelo Agent/Group/Role (tal como MaDKit). Abstracción del Middleware Oriented Message. Ahora posee anclaje Mom para ZeroMQ | licencia académica, libre descarga | Developed in Python. Requires pyzmq. | Windows; Linux; Mac OS X | Email developer | | | |
| GAMA | Desarrollo de modelaje y simulación ambiental para la construcción de simulaciones basadas en agentes espacialmente explícitas(Usar GIS complejo arbitrario como data ambiental para los agente.) Desarrollado por IRD/UPMC International Research Unit UMMISCO | GPL | A modeling language, GAML, for specifying agents and environments. Developed in Java. | Mac OS X; Windows; Linux | Email developer; tutorials; FAQ; forums; defects section; API; documentation                                                                                    | Yes, agents can use FIPA Communicative Acts objects to send messages and use various FIPA Interaction Protocols. | | |
| GPU Agents Archivado el 22 de junio de 2011 en Wayback Machine.                                                                                             | Simulador de modelos basados en agentes en la GPU. | | | | | | | |
| GROWlab | Conjunto de herramientas ABM del International Conflict Research Group en la ETH Zúrich | Libre disponibilidad | | | | | | |
| iGen | Motor de inteligencia artificial; modelaje de desempeño humano; agentes cognitivos incrustados | Propietatia(diferentes precios para licencias de desarrolladores;licencia para modelador; licencia para tiempo de funcionamiento y licencias académicas                        | COGNET Execution Language (CEL); C++; C; Java | Windows 95, 98, 2000, NT, XP | Consulting; training; selected publications; (user’s forum and documentation under construction, but not online yet)                                            | | | |
| ICARO-T | Aplicaciones reactivas y cognitivas de agentes. | Fuente abierta. | Java | Windows and UNIX | Code with examples and documentation. | | | |
| Insight Maker | Simulación de propósito general y simulaciones | Fuente abierta | Javascript | OS X, Windows, Linux, Mobile | Examples, manuals, tutorials, videos. | | | |
| JABM | Conjunto de herramientas basadas en agentes Java basadas en inyección dependiente | LGPL versión 3 | Java | Any Java Platform | mailing list; defect list; examples; API; documentation | | | |
| JADE | Aplicaciones distribuidas compuestas de títulos autónomos | LGPL versión 2 | Java | Any Java Platform | FAQ; mailing list; defect list; tutorials; API; documentation                                                                                                   | | | |
| JAMEL (Laboratorio macroeconómico basado en agentes Java)                                                                                                   | Simulaciones macroeconómicas basadas en conntrucción basada en agentes | GPL | No programming required | Any Java platform version 1.5 or higher | examples; reference paper; contact developer | | | |
| Janus | Plataforma multi-agente de propósito general con holística y con plataforma basada en agentes organizacionales | Apache License v2. | Java 1.6 or higher; with the ability to code the agents using the SARL agent-oriented programming language. | Windows; Macintosh; Unix; Linux; Android; Web | FAQ; documentation; online forum; examples; defect list | Non-free extension available: JaSIM                                                                              | Non-free 3D viewer extension is available                                                                                           | |
| JAS | Propósitos generales basados en agentes | LGPL; associated third party licenses (usually non¬proprietary) | Java | Any Java platform version 1.5 or higher | API; documentation; tutorials; email authors | | | |
| JASA (Java Simulador de Subastas API) | Economía computacional; Economiía computacional basado en agentes | GPL | Java | Any Java Platform | Public forum, not very well used; API; small set of selected readings; limited documentation                                                                    | | | |
| Jason (Interprete Jason para extensiones AgentSpeak) Archivado el 10 de junio de 2023 en Wayback Machine.                                                   | Plataforma para el desarrollo de sistemas multiagente, con variadas características para los usuarios. | Fuente abierta para uso académicos y no comerciales), distribuido bajo GNU LGPL                                                                                                | AgentSpeak(L) | any Java Virtual Machine. | Paper; FAQ; Mailing lists; Examples; tutorial; documentation | | | |
| JCA-Sim | Autómata celular; Simulador para propósitos generales | Libre (fuente cerrada) | Java; Cellular Description Language (CDL) (for input to simulation) | Any Java Platform | Examples; documentation; API; one contact listed | | | |
| jES (Java Enterprise Simulator) | Una sola empresa o un sistema de empresas | Libre licencia académica | Java | Any Java Platform | limited documentation | | | |
| jEcho | Modelaje ecológico utilizando principios orientados objetivos | Libre, fuente abierta | Java | Any Java Platform | Limited documentation; Author has limited time to work with clients                                                                                             | | | |
| JESS | Motor base y simulación a base de órdenes | Propietaria, libre para uso académicos | Java/Jess/JessML (declarative xml rule language) | Java Virtual Machine | FAQ; documentation; mailing list; examples; third party plug ins and libraries; wiki                                                                            | | | |
| LSD (Laboratory for Simulation Development) | Un lenguaje para modelos de simulación; ciencias sociales | GPL | C++; LSD | Windows; Unix; Macintosh | Documentation; a couple of examples; 2 contacts on webpage (but have to dig for them)                                                                           | | | |
| MaDKit (Multi Agent Development Kit) | Una plataforma escalable genérica; plataforma multi-sistema con capa de simulación basada en agentes | LGPL para librerías básica; GPL para desarrollo y no fines comerciales | Java; MadKit may be developed in all languages that are compiled into Java; for the moment, MadKit comes with 4 scripting languages which are executed in the Java Virtual Machine: Scheme (Kawa), Jess (rule based language), BeanShell (Java interpreted) and Python (jython). Using the JNI (Java Native Interface) technique, it should be possible to develop agents written in C or C++. It is also possible to embed Java agents in C/C++ applications using the same technique, using JNI as a glue between the two worlds. | JVM (Java 2) | FAQ; documentation; online forum; examples; defect list | | | |
| MAGSY | Sistema multi-agente basado en reglas | Libre (Fuente Cerrada) | Magsy (production language) | UNIX, LINUX, SunOS and Solaris systems. | Limited documentation; some example (inside installation package); no users support groups; no contact even for authors                                         | | | |
| MAML (Multi-Agent Modeling Language) | Ciencias Sociales; lenguaje de programación específico de dominio para el desarrollo de modelos basados en agentes | El compilador se puede descargar gratuitamente para fines de evaluación (de fuente abierta) Más tarde, el sistema se puso bajo licencia GNU                                    | MAML language; C; visual programming interface | PC; Linux | Tutorial; examples; reference papers; contact developers | | | |
| MASON | Propósito general; complejidad social, modelado físico, modelado abstracto, AI / aprendizaje automático | Academic Free License (de fuente abierta) | Java | Any Java Platform (1.3 or higher) | Mailing list; documentation; Tutorials; third party extensions; reference papers; API                                                                           | | | |
| MASS (Multi-Agent Simulation Suit) | Uso general, las simulaciones distribuidas, simulaciones participativas. | Propietario, versión gratuita disponible | FABLES (Functional Agent-based Language for Simulations); Java; it is possible to run Repast and NetLogo simulations too. | Any OS with Java 1.5, tested for Windows, MacOSX, Linux | Manuals, tutorials, mailing lists, reference papers. | From Java, any visualisation can be added.                                                                       | | |
| MAS-SOC (Multi-Agent Simulations for the SOCial Sciences) (enlace roto disponible en Internet Archive; véase el historial, la primera versión y la última). | Simulación social | Contactar autores para su disponibilidad | AgentSpeak(XL), an extension of Agentspeak(L) and (Environment Description Language for Multi-Agent Simulation); ELMS, a language for modelling environments where cognitive agents are situated. Future work to implement in Java | | | | | |
| Mesa | De uso general, la complejidad social, ciencias sociales, multi-dominio (basado en agentes), la investigación, la docencia, fácil de aprender | MIT | Python + Javascript, if you want to customize the front-end | OS Independent (Mac OS X, Linux, Windows) | Online help, tutorial, documentation, defect reporting, email list, examples, publications                                                                      | Planned for future development                                                                                   | Not planned | |
| MIMOSE (Micro-und Multilevel Modelling Software) | Estudios sociales; educación | Libre (Fuente abierta) | A model description language (derived from functional language paradigms) | Client/server version on Sun/Solaris/ and Linux; Java based client on Windows NT, Solaris, and Linux | User’s manual | | | |
| Moduleco | Plataforma multi-agente | GPL | Java | Windows; Linux; Macintosh | API; minimal documentation | | | |
| MOOSE (Multimodeling Object-Oriented Simulation Environment)                                                                                                | Propósito general basado en agentes(modelado para SimPack) | No es posible verificar la disponibilidad para uso público | C++ | IBM PC running DOS/Windows or Version of Unix (such as Linux or BSD); Unix Workstations (SUN, SGI) | Selected references; user’s manual in toolkit package | | | |
| NetLogo | Ciencias sociales y naturales; Ayuda a los usuarios empezar modelos de autoría | GPL | NetLogo | Any Java Virtual Machine, version 5 or later. | Documentation; FAQ; selected references; tutorials; third party extensions; defect list; mailing lists                                                          | | | |
| OBEUS (Medio Ambiente base de objetos para Simulación Urbana)                                                                                               | Simulación Urbana | Libre (Fuente Cerrada) | Microsoft.net .NET languages – C#, C++, or Visual Basic | Windows | User’s manual | | | |
| Omonia (previously Quicksilver) | AI/social sciences | LGPL | Java | JDK installation | Examples; little documentation | | | |
| oRIS | Enseñanza; programación por objetos concurrentes, sistemas multi-agente, la realidad virtual distribuida, control adaptativo | Propietaria libre para las instituciones académicas | PropietariaOris language; Very close to C++ and Java (dynamic and interpreted multi-agent language) | IA32 Linux; PPC Linux; SGI Irix; and Windows | Documentation; examples in French; API | | | |
| PS-I (Political Science-Identity) | Fenómeno Político | GPL | No programming required; TCL/TK scripting to apply effects | Cross platform with binaries available for win32; Windows; Linux; PS-I is not currently available for Macintosh users except via emulation of a Windows, NT, or Linux environment. | Documentation; selected publications | | | |
| Repast | Estudios sociales | BSD | Java (RepastS, RepastJ); Python (RepastPy); Visual Basic, .Net, C++, J#, C# (Repast.net) | Java version 1.4, although a 1.3 version for Mac OS X is available. To run the demonstration simulations, you'll need a Java Runtime Environment (RepastS, RepastJ); platform independent (RepastPy); Windows (Repast.net) | Documentation; mailing list; defect list; reference papers; external tools; tutorials; FAQ; examples                                                            | | | |
| SDML (Modelaje de lenguaje estrictamente declarativa) | Sistemas multi-agente(con racionalidad limitada) | GPL; third party license (for VisualWorks) | Smalltalk release 5i.2 Non-Commercial | Windows 3.1; Windows 95; Widows 98; Windows 2000; Windows NT; Linux; Intel; PowerMac; Unix; ADUX/AIX/HPUX/ SGI/Solaris | Mailing list; tutorial; selected references; limited documentation included with software package                                                               | | | |
| SEAS (Análisis de la Eficacia del Sistema de Simulación) | De la Fuerza Aérea de los EE. UU. Multi-Agente Teatro de Operaciones Simulación | Libre con aprobación gubernamental | Tactical Programming Language (TPL) | 32-bit and 64-bit Windows 2000/XP/Vista/7 | User manual, examples, training, email, phone | | | |
| SeSAm (Shell for Simulated Agent Systems) (entorno de simulación gráfica totalmente integrado)                                                              | propósito general multi-dominio basado en agentes; teoría de investigación, enseñanza y recursos gráficos. | LGPL | Simulation compiled from visual specification; Visual programming | Java 5.0 or better; Windows; Linux; Mac OS X | Tutorials; mailing list; FAQ; wiki; author contact | | | |
| Jade’s sim++ | Simulación paralela; Simulación aplicada; planeación de redes;CAD electrónico; simulación de comunicaciones en tiempo real | GPL version 2 | C++ | Available for Meiko and BBN multi-computer systems and can be used on a network with Sun3, Sun 4, and HP 9000 workstations | | | | |
| JIAC | Propósito general | Apache License 2.0 | Java | Any Java Platform | Mailing Lists; Q&A Site; Tutorials; API; Documentation | | | |
| SimPlusPlus | Testing Base24 applications | GPL | Fully programmable with any language that can support activeX components (e.g. C, C++, VB, VBA, Java, and others), but no programming required | Sim++ can be used with C code or C++ code, but you MUST have a C++ compiler. DOS; Windows (as a DOS application) or OS2 (as a DOS app). The SimPack software is currently being overhauled to use C++ exclusively; however, it will still be possible to use C programs, as before, to access the C++ routines. | Contact authors | | | |
| SimAgent (also sim agent) | Investigación y enseñanza relacionada con el desarrollo de agentes interactivos en ambientes de varios grados y tipos de complejidad investigativa en agentes humanos similares; sistemas incluye grandes números de justa distribución homogénea relativa de pequeños agentes, básicamente diseñadas para soportar el diseño y la implementación de agentes complejos, cada uno compuesto de diverentes componentes (como la mente humana) donde todo esta incrustado en un ambiente que puede ser una mezcla de objetos físicos y otros agentes de muchas clases. | Libre (Fuente abierta); MIT/XFREE86 licencia (para librerías poplog) podría después ser reemplazada por GPL.                                                                   | Pop-11, like Common Lisp, is a powerful extendable multi-purpose programming language supporting multiple paradigms. Within the Poplog environment Pop-11 also supports programs written in Prolog, Common Lisp or Standard ML | At least prolog version 15; Windows; Mac OS X; Linux; Unix | Tutorials; documentation; Selected publications; examples; author contact                                                                                       | | | |
| SimBioSys | Simulaciones evolucionarias basadas en agentes en biología y ciencias sociales | Licencia artística | C++ | Any platform that supports C++ | | | | |
| SimPack | Propósito general basado en agentes; simulación computacional de enseñanza en pregrado y posgrado | GPL | C++; (C libraries no longer maintained); Java | Any platform that supports C++; Technically, the processing environment is supposedly checked for Java 1.4 but Java 1.5 seems to work fine. Simpackj has been tested with 1.5 and exhibits no issues. The SDK is preferred over the JRE, as this could be useful for certain types of Java code that you may be writing. The SDK includes a JRE | Selected publications; mailing list; user’s manual | | | |
| Spatial Modeling Environment (SME) | Economía ecológica; Modelaje de ecosistemas | LGPL | No knowledge of computer programming required | Unix | Documentation; mailing list (but wasn’t functional when went to the website)                                                                                    | | | |
| Soar | Propósito general; modelaje desempeño humano | BSD | Soar 1 to 5 in Lisp; Soar 6 in C; Java, C++, TCL | Windows 98; Windows ME; Windows 2000; Windows XP; Linux; Mac OS X | Documentation; FAQ; selected publications; defect list; third party extensions; mailing list; contact authors; tutorial; examples; wiki                         | | | |
| StarLogo | Ciencias sociales y naturales; Educadores; para estudiantes para modelar el comportamiento de sistemas descentralizados , usuario amigable para estudiantes K-12. | Libre (Fuente cerrada) - Clearthought Software License, Version 1.0 | StarLogo (an extension of Logo) | Mac OS X v10.2.6 or higher with Java 1.4 installed; Windows; Unix; Linux (StarLogo does not seem to be compatible with Java 5/1.5 on Solaris) | Mailing list; tutorials; FAQ; bug list; documentation; developer contacts                                                                                       | | | |
| MacStarLogo | Ciencias sociales y naturales; Educadores; para estudiantes para modelar el comportamiento de sistemas descentralizados , usuario amigable para estudiantes K-12. | Libre (Fuente cerrada) | MacStarLogo | Macintosh | Download available from StarLogo webpage, but not actively developed anymore                                                                                    | | | |
| OpenStarLogo | Ciencias sociales y naturales; Educadores; para estudiantes para modelaje del comportamiento de sistemas descentralizados. Usuario amigable para estudiantes K-12 | Libre para uso y distribución para propósitos no comerciales | StarLogo (an extension of Logo) | Mac OS X v10.2.6 or higher with Java 1.4 installed; Windows; Unix; Linux (StarLogo does not seem to be compatible with Java 5/1.5 on Solaris) | FAQ; defects; online support lists; examples and documentation                                                                                                  | | | |
| StarLogoT | Ciencias sociales, educación, redes descentralizadas | Libre (Fuente cerrada) | StarLogoT | Macintosh | Tutorials; API; documentation; defect list; contact authors | | | |
| StarLogo TNG | Ciencias sociales y naturales, enseñanza de habilidades de programación básica | StarLogo TNC License v1.0 - (fuente cerrada) el código podría estar liberado en algún momento. El StarLogo va a ser aparentemente lanzada bajo una licencia de fuente abierta. | StarLogo TNG language – a graphical programming language and a 3d world | Macintosh and Windows | Tutorials; FAQ; documentation; mailing lists; API | | | |
| Sugarscape | Ciencias sociales, educación | GPL | Java | Java 2 SDK or (Internet Explorer 5.x or greater AND the Java 2 Runtime Environment (JRE)) | API | | | |
| Swarm | Propósitos generales basados en agentes | GPL | Java; Objective-C | Windows; Linux; Mac OS X | Wiki; tutorials; examples; documentation; FAQ; selected publications; mailing lists                                                                             | | | |
| TerraME | Modalaje basado en agentes en espacios celulares | GPL | Lua with extensions | Windows; Linux; Mac OS X | Wiki; tutorials; examples; documentation; selected publications                                                                                                 | Yes, direct interface to TerraView and TerraLIb GIS                                                              | Agent properties can be visualized dinamically                                                                                      | |
| VisualBots | Simulador multi-agente en Microsoft Excel | Lifre, Fuento no abierta | Visual Basic | Windows | Object model documentation; tutorials; example projects | | | |
| VSEit | Ciencias sociales; educación | Libre (Fuente cerrada) | Java | To run simulations: a Java enabled internet browser like Netscape Navigator or Microsoft Explorer. VSEit is known to run under Netscape Navigator 4.06 or higher, on Windows 95/98 and Windows NT; to develop simulations: any Java platform supporting Java 1.1.7. | Examples; users guide; defect list; | | | |
| Xholon | Integración de múltiples paradigmas, incluyendo ABM, en un simple modelo o simulación | LGPL | Java | Windows; Linux; any Java Platform | Tutorials; many examples; user guide; web sites | | | |
| ZEUS | Gobierna el motor y guioniza el ambiente; simulaciones multi-agentes distribuidos | Fuente abierta (leer licencia) | Visual editors and code generators | Windows 95; Windows 98; Windows NT; Windows 2000; Windows XP; Linux; BSD; UNIX-like OSes; Solaris | Documentation; author contact | | | |